# 紳士の肖像 (ダニエレ・ダ・ヴォルテッラ)
『紳士の肖像』（しんしのしょうぞう、西: Retrato de caballero、英: Portrait of a Gentleman）は、イタリア・マニエリスム期の画家ダニエレ・ダ・ヴォルテッラが1550-1555年に板上に油彩で描いた絵画である。以前、ジローラモ・ダ・カルピに帰属され、後にアーニョロ・ブロンズィーノに帰属しなおされたが、ナポリのカポディモンテ美術館にあるダニエレの未完成作『青年の肖像』と酷似していることにより、現存するダニエレ唯一の完成された肖像画とされている。作品はスペイン王フェリペ5世のコレクションにあったことが記録されており、現在はマドリードのプラド美術館に所蔵されている。

## 作品

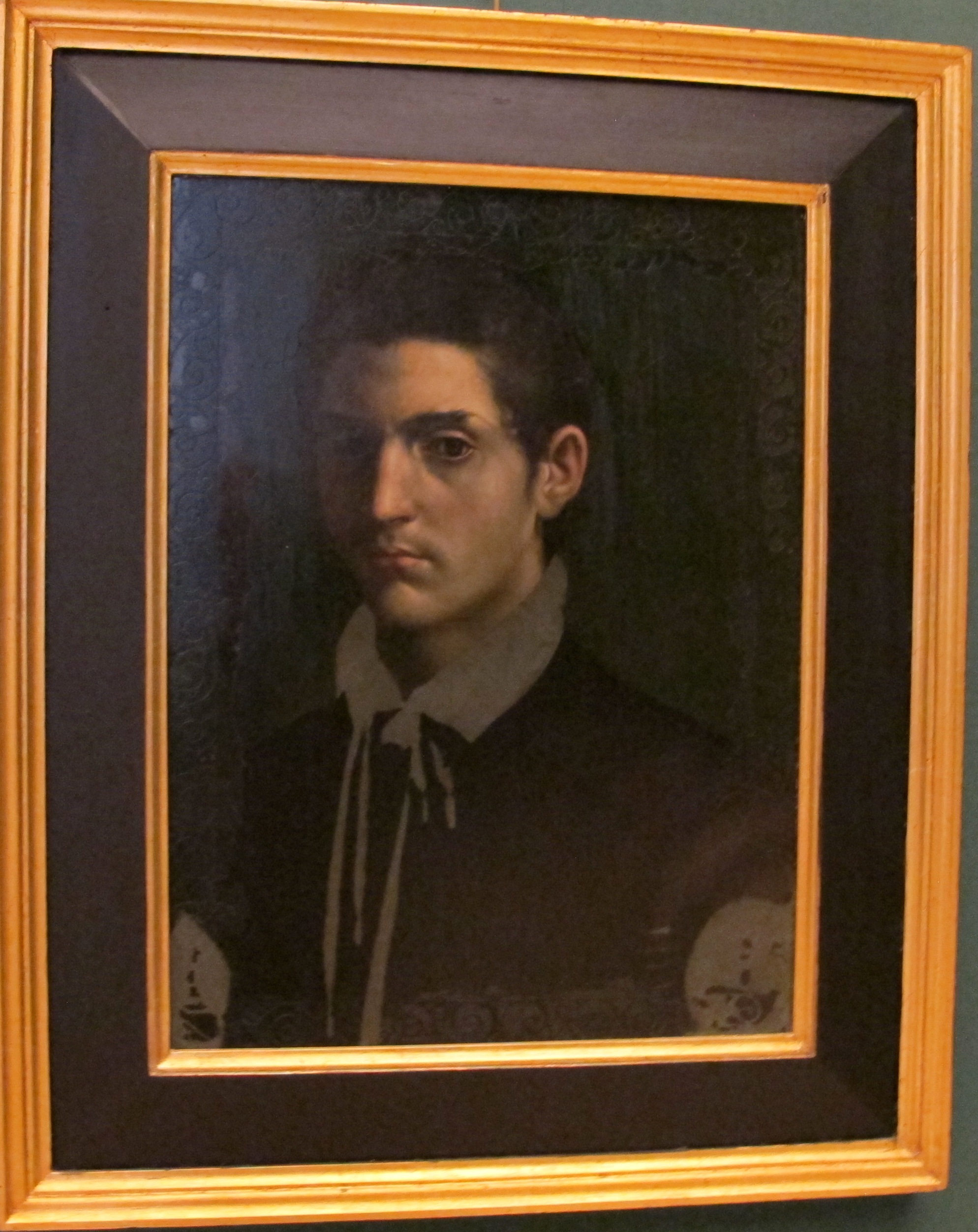
ダニエレ・ダ・ヴォルテッラ『青年の肖像』 (1550-1555年ごろ)、カポディモンテ美術館、ナポリ

カポディモンテ美術館にあるダニエレが石板上に描いた『青年の肖像』は、ファルネーゼ家に仕えた司書であり、同画家の作品を非常に高く評価していた収集家フルヴィオ・オルシーニの所有であった。プラド美術館にある本作はその類似性からカポディモンテ美術館にある作品と同一の画家の手になり、同じモデルを表していることは明らかである。しかし、カポディモンテ美術館の作品は画家の生前にアトリエに置かれていたこと、そして顔以外の部分が未完成であることから、他の作品用のひな型として用いられた可能性がある。とはいえ、プラド美術館の作品が、カポディモンテ美術館の作品にもとづいて描かれたのか先立って描かれたのかは不明である。
本作は、様式的に冷たく優美なマニエリスム特有の肖像画である。モデルの人物はフェラーラ公アルフォンソ2世・デステといわれるが、はっきりとしたことはわからない。人物が騎士であることは、左手にある大剣により示唆される。また、手元にある本は彼が知識人であることを象徴する。
絵画は、ダニエレが1535年にローマに到着した当時、ローマで制作していた2人の主要な画家ヤコピーノ・デル・コンテとセバスティアーノ・デル・ピオンボの影響を示している。とりわけ、セバスティアーノからは、カポディモンテ美術館の作品に見られる石板上に描く技法と肖像画の構図法を学んだと思われる。その構図法とは暗色を背景に半身の人物の量感を強調するため顔に光と影の強いコントラストを与えることで、これにより達成される三次元性はセバスティアーノのフレスコ画に典型的なものである。